# Puchar CEV siatkarek (1995/1996)
Puchar CEV siatkarek 1995/1996 – 16. sezon turnieju rozgrywanego od 1980 roku, organizowanego przez Europejską Konfederację Piłki Siatkowej (CEV) w ramach europejskich pucharów dla żeńskich klubowych zespołów siatkarskich "starego kontynentu".

## Drużyny uczestniczące
- VEW Telnet Schwerte
- VC Temse Dames
- ŽOK Rijeka
- Rossy Moskwa
- CS Madeira
- Asterix Kieldrecht
- Vasas SC
- CSM Clamart
- Obilić Belgrad
- Anorthosis Nikozja
- Emlakbank Ankara
- Metar Czelabińsk
- VV Pollux Oldenzaal
- Jelovica Tuzla
- Foppapedretti Bergamo
- PVK Olymp Praga
- VC Kanti Schaffhausen
- CV Albacete
- Vasama Vaasa
- SK Tirana
- Klimacommerce Bled
- Ionikos Ateny
- SK ZU Žilina
- Penicilina Iași
- ŽOK Novo Mesto
- Beşiktaş JK
- CV Tenerife
- GC Vilacondense
- ICT Wiedeń
- CS Știința Bacău
- OK Poštar Belgrad
- Harstad VBK
- UVC Graz
- Dżinestra Odessa
- Klepp VBK
- VC Bonnevoie
- Geneve Elite
- OK Pula
- Kovrovschik Brześć
- OK Breza
- Filathlitikos Saloniki
- Nova KBM Branik Maribor
- Nim-Se Budapeszt
- KS Elbasani
- RC Villebon 91
- Emlakbanka Ankara
- USC Münster
- Orbita Zaporoże
- Teodora Ravenna

## Rozgrywki

### Faza grupowa

#### Grupa A
Schwerte
Tabela
| Lp. | Drużyna        | Pkt | Mecze | Mecze | Mecze | Sety | Sety | Sety  | Małe punkty | Małe punkty | Małe punkty |
| Lp. | Drużyna        | Pkt | M     | W     | P     | wyg. | prz. | ratio | zdob.       | str.        | ratio       |
| --- | -------------- | --- | ----- | ----- | ----- | ---- | ---- | ----- | ----------- | ----------- | ----------- |
| 1   | 1. VC Schwerte | 4   | 2     | 2     | 0     | 6    | 1    | 6.000 | 96          | 46          | 2.087       |
| 2   | VC Temse Dames | 3   | 2     | 1     | 1     | 4    | 4    | 1.000 | 82          | 89          | 0.921       |
| 3   | ŽOK Rijeka     | 2   | 2     | 0     | 2     | 1    | 6    | 0.167 | 49          | 92          | 0.533       |

Wyniki
| Data       | Drużyna 1      | Wynik | Drużyna 2      | Sety                    |
| ---------- | -------------- | ----- | -------------- | ----------------------- |
| 08.12.1995 | ŽOK Rijeka     | 0:3   | 1. VC Schwerte | 1:15, 5:15, 5:15        |
| 09.12.1995 | VC Temse Dames | 3:1   | ŽOK Rijeka     | 2:15, 15:7, 15:11, 15:5 |
| 10.12.1995 | 1. VC Schwerte | 3:1   | VC Temse Dames | 15:5, 15:5, 6:15, 15:10 |

#### Grupa B
Madeira
Tabela
| Lp. | Drużyna            | Pkt | Mecze | Mecze | Mecze | Sety | Sety | Sety  | Małe punkty | Małe punkty | Małe punkty |
| Lp. | Drużyna            | Pkt | M     | W     | P     | wyg. | prz. | ratio | zdob.       | str.        | ratio       |
| --- | ------------------ | --- | ----- | ----- | ----- | ---- | ---- | ----- | ----------- | ----------- | ----------- |
| 1   | Rossy Moskwa       | 4   | 2     | 2     | 0     | 6    | 2    | 3.000 | 110         | 66          | 1.667       |
| 2   | CS Madeira         | 3   | 2     | 1     | 1     | 4    | 5    | 0.800 | 92          | 119         | 0.773       |
| 3   | Asterix Kieldrecht | 2   | 2     | 0     | 2     | 3    | 6    | 0.500 | 99          | 116         | 0.853       |

Wyniki
| Data       | Drużyna 1          | Wynik | Drużyna 2          | Sety                            |
| ---------- | ------------------ | ----- | ------------------ | ------------------------------- |
| 08.12.1995 | Asterix Kieldrecht | 2:3   | CS Madeira         | 15:1, 14:16, 15:9, 10:15, 14:16 |
| 09.12.1995 | Rossy Moskwa       | 3:1   | Asterix Kieldrecht | 15:10, 14:16, 15:3, 15:2        |
| 10.12.1995 | CS Madeira         | 1:3   | Rossy Moskwa       | 0:15, 15:4, 16:17, 4:15         |

#### Grupa C
Tabela
| Lp. | Drużyna            | Pkt | Mecze | Mecze | Mecze | Sety | Sety | Sety  | Małe punkty | Małe punkty | Małe punkty |
| Lp. | Drużyna            | Pkt | M     | W     | P     | wyg. | prz. | ratio | zdob.       | str.        | ratio       |
| --- | ------------------ | --- | ----- | ----- | ----- | ---- | ---- | ----- | ----------- | ----------- | ----------- |
| 1   | Vasas Budapeszt    | 6   | 3     | 3     | 0     | 9    | 0    | MAX   | 135         | 48          | 2.813       |
| 2   | CSM Clamart        | 5   | 3     | 2     | 1     | 6    | 3    | 2.000 | 111         | 68          | 1.632       |
| 3   | Obilić Belgrad     | 4   | 3     | 1     | 2     | 3    | 6    | 0.500 | 79          | 108         | 0.731       |
| 4   | Anorthosis Nikozja | 3   | 3     | 0     | 3     | 0    | 9    | 0.000 | 34          | 135         | 0.252       |

Wyniki
| Data       | Drużyna 1          | Wynik | Drużyna 2          | Sety              |
| ---------- | ------------------ | ----- | ------------------ | ----------------- |
| 08.12.1995 | Vasas Budapeszt    | 3:0   | Obilić Belgrad     | 15:7, 15:5, 15:5  |
| 08.12.1995 | CSM Clamart        | 3:0   | Anorthosis Nikozja | 15:5, 15:1, 15:0  |
|            |                    |       |                    |                   |
| 09.12.1995 | Obilić Belgrad     | 0:3   | CSM Clamart        | 9:15, 0:15, 8:15  |
| 09.12.1995 | Vasas Budapeszt    | 3:0   | Anorthosis Nikozja | 15:4, 15:2, 15:4  |
|            |                    |       |                    |                   |
| 10.12.1995 | Anorthosis Nikozja | 0:3   | Obilić Belgrad     | 1:15, 7:15, 10:15 |
| 10.12.1995 | CSM Clamart        | 0:3   | Vasas Budapeszt    | 1:15, 9:15, 11:15 |

#### Grupa D
Tabela
| Lp. | Drużyna             | Pkt | Mecze | Mecze | Mecze | Sety | Sety | Sety  | Małe punkty | Małe punkty | Małe punkty |
| Lp. | Drużyna             | Pkt | M     | W     | P     | wyg. | prz. | ratio | zdob.       | str.        | ratio       |
| --- | ------------------- | --- | ----- | ----- | ----- | ---- | ---- | ----- | ----------- | ----------- | ----------- |
| 1   | Emlakbank Ankara    | 6   | 3     | 3     | 0     | 9    | 2    | 4.500 | 165         | 86          | 1.919       |
| 2   | Metar Czelabińsk    | 5   | 3     | 2     | 1     | 8    | 4    | 2.000 | 156         | 122         | 1.279       |
| 3   | VV Pollux Oldenzaal | 4   | 3     | 1     | 2     | 4    | 6    | 0.667 | 115         | 108         | 1.065       |
| 4   | Jelovica Tuzla      | 3   | 3     | 0     | 3     | 0    | 9    | 0.000 | 15          | 135         | 0.111       |

Wyniki
| Data       | Drużyna 1           | Wynik | Drużyna 2           | Sety                             |
| ---------- | ------------------- | ----- | ------------------- | -------------------------------- |
| 08.12.1995 | Jelovica Tuzla      | 0:3   | Metar Czelabińsk    | 1:15, 0:15, 0:15                 |
| 08.12.1995 | Emlakbank Ankara    | 3:0   | VV Pollux Oldenzaal | 15:10, 15:2, 15:12               |
|            |                     |       |                     |                                  |
| 09.12.1995 | Emlakbank Ankara    | 3:0   | Jelovica Tuzla      | 15:0, 15:1, 15:0                 |
| 09.12.1995 | Metar Czelabińsk    | 3:1   | VV Pollux Oldenzaal | 15:9, 5:15, 15:13, 15:9          |
|            |                     |       |                     |                                  |
| 10.12.1995 | Metar Czelabińsk    | 2:3   | Emlakbank Ankara    | 10:15, 17:16, 8:15, 16:14, 10:15 |
| 10.12.1995 | VV Pollux Oldenzaal | 3:0   | Jelovica Tuzla      | 15:8, 15:4, 15:1                 |

#### Grupa E
Tabela
| Lp. | Drużyna               | Pkt | Mecze | Mecze | Mecze | Sety | Sety | Sety  | Małe punkty | Małe punkty | Małe punkty |
| Lp. | Drużyna               | Pkt | M     | W     | P     | wyg. | prz. | ratio | zdob.       | str.        | ratio       |
| --- | --------------------- | --- | ----- | ----- | ----- | ---- | ---- | ----- | ----------- | ----------- | ----------- |
| 1   | Foppapedretti Bergamo | 4   | 2     | 2     | 0     | 6    | 1    | 6.000 | 98          | 36          | 2.722       |
| 2   | PVK Olymp Praga       | 3   | 2     | 1     | 1     | 3    | 3    | 1.000 | 58          | 67          | 0.866       |
| 3   | VC Kanti Schaffhausen | 2   | 2     | 0     | 2     | 1    | 6    | 0.167 | 45          | 98          | 0.459       |

Wyniki
| Data       | Drużyna 1             | Wynik | Drużyna 2             | Sety                   |
| ---------- | --------------------- | ----- | --------------------- | ---------------------- |
| 08.12.1995 | VC Kanti Schaffhausen | 0:3   | PVK Olymp Praga       | 8:15, 3:15, 11:15      |
| 09.12.1995 | Foppapedretti Bergamo | 3:1   | VC Kanti Schaffhausen | 15:7, 15:0, 8:15, 15:1 |
| 10.12.1995 | Foppapedretti Bergamo | 3:0   | PVK Olymp Praga       | 15:4, 15:0, 15:9       |

#### Grupa F
Tabela
| Lp. | Drużyna            | Pkt | Mecze | Mecze | Mecze | Sety | Sety | Sety  | Małe punkty | Małe punkty | Małe punkty |
| Lp. | Drużyna            | Pkt | M     | W     | P     | wyg. | prz. | ratio | zdob.       | str.        | ratio       |
| --- | ------------------ | --- | ----- | ----- | ----- | ---- | ---- | ----- | ----------- | ----------- | ----------- |
| 1   | CV Albacete        | 6   | 3     | 3     | 0     | 9    | 2    | 4.500 | 157         | 58          | 2.707       |
| 2   | Vasama Vaasa       | 5   | 3     | 2     | 1     | 7    | 3    | 2.333 | 115         | 87          | 1.322       |
| 3   | SK Tirana          | 4   | 3     | 1     | 2     | 3    | 6    | 0.500 | 72          | 90          | 0.800       |
| 4   | Klimacommerce Bled | 3   | 3     | 0     | 3     | 1    | 9    | 0.111 | 34          | 143         | 0.238       |

Wyniki
| Data       | Drużyna 1          | Wynik | Drużyna 2          | Sety                    |
| ---------- | ------------------ | ----- | ------------------ | ----------------------- |
| 08.12.1995 | SK Tirana          | 0:3   | Vasama Vaasa       | 5:15, 1:15, 7:15        |
| 08.12.1995 | Klimacommerce Bled | 1:3   | CV Albacete        | 3:15, 0:15, 15:8, 1:15  |
|            |                    |       |                    |                         |
| 09.12.1995 | Vasama Vaasa       | 3:0   | Klimacommerce Bled | 15:0, 15:9, 15:6        |
| 09.12.1995 | SK Tirana          | 0:3   | CV Albacete        | 8:15, 3:15, 3:15        |
|            |                    |       |                    |                         |
| 10.12.1995 | Klimacommerce Bled | 0:3   | SK Tirana          | 0:15, 0:15, 0:15        |
| 10.12.1995 | CV Albacete        | 3:1   | Vasama Vaasa       | 15:0, 15:8, 14:16, 15:1 |

#### Grupa G
Tabela
| Lp. | Drużyna         | Pkt | Mecze | Mecze | Mecze | Sety | Sety | Sety  | Małe punkty | Małe punkty | Małe punkty |
| Lp. | Drużyna         | Pkt | M     | W     | P     | wyg. | prz. | ratio | zdob.       | str.        | ratio       |
| --- | --------------- | --- | ----- | ----- | ----- | ---- | ---- | ----- | ----------- | ----------- | ----------- |
| 1   | Ionikos Ateny   | 6   | 3     | 3     | 0     | 9    | 3    | 3.000 | 167         | 111         | 1.505       |
| 2   | SK ZU Žilina    | 5   | 3     | 2     | 1     | 8    | 5    | 1.600 | 154         | 163         | 0.945       |
| 3   | Penicilina Iași | 4   | 3     | 1     | 2     | 6    | 6    | 1.000 | 147         | 123         | 1.195       |
| 4   | ŽOK Novo Mesto  | 3   | 3     | 0     | 3     | 0    | 9    | 0.000 | 65          | 136         | 0.478       |

Wyniki
| Data       | Drużyna 1       | Wynik | Drużyna 2       | Sety                           |
| ---------- | --------------- | ----- | --------------- | ------------------------------ |
| 08.12.1995 | SK ZU Žilina    | 3:2   | Penicilina Iași | 16:14, 7:15, 5:15, 15:6, 15:11 |
| 08.12.1995 | ŽOK Novo Mesto  | 0:3   | Ionikos Ateny   | 2:15, 10:15, 8:15              |
|            |                 |       |                 |                                |
| 09.12.1995 | Penicilina Iași | 1:3   | Ionikos Ateny   | 15:4, 11:15, 9:15, 6:15        |
| 09.12.1995 | SK ZU Žilina    | 3:0   | ŽOK Novo Mesto  | 15:8, 15:7, 16:14              |
|            |                 |       |                 |                                |
| 10.12.1995 | ŽOK Novo Mesto  | 0:3   | Penicilina Iași | 2:15, 13:15, 1:15              |
| 10.12.1995 | Ionikos Ateny   | 3:2   | SK ZU Žilina    | 15:7, 15:2, 13:15, 15:17, 15:9 |

#### Grupa H
Tabela
| Lp. | Drużyna         | Pkt | Mecze | Mecze | Mecze | Sety | Sety | Sety  | Małe punkty | Małe punkty | Małe punkty |
| Lp. | Drużyna         | Pkt | M     | W     | P     | wyg. | prz. | ratio | zdob.       | str.        | ratio       |
| --- | --------------- | --- | ----- | ----- | ----- | ---- | ---- | ----- | ----------- | ----------- | ----------- |
| 1   | Beşiktaş JK     | 6   | 3     | 3     | 0     | 9    | 0    | MAX   | 135         | 46          | 2.935       |
| 2   | CV Tenerife     | 5   | 3     | 2     | 1     | 6    | 3    | 2.000 | 120         | 62          | 1.935       |
| 3   | GC Vilacondense | 4   | 3     | 1     | 2     | 3    | 7    | 0.429 | 84          | 132         | 0.636       |
| 4   | ICT Wiedeń      | 3   | 3     | 0     | 3     | 1    | 9    | 0.111 | 50          | 149         | 0.336       |

Wyniki
| Data       | Drużyna 1       | Wynik | Drużyna 2       | Sety                      |
| ---------- | --------------- | ----- | --------------- | ------------------------- |
| 08.12.1995 | CV Tenerife     | 0:3   | Beşiktaş JK     | 13:15, 6:15, 11:15        |
| 08.12.1995 | ICT Wiedeń      | 1:3   | GC Vilacondense | 16:14, 3:15, 13:15, 10:15 |
|            |                 |       |                 |                           |
| 09.12.1995 | CV Tenerife     | 3:0   | GC Vilacondense | 15:10, 15:0, 15:3         |
| 09.12.1995 | Beşiktaş JK     | 3:0   | ICT Wiedeń      | 15:2, 15:1, 15:1          |
|            |                 |       |                 |                           |
| 10.12.1995 | ICT Wiedeń      | 0:3   | CV Tenerife     | 1:15, 0:15, 3:15          |
| 10.12.1995 | GC Vilacondense | 0:3   | Beşiktaş JK     | 6:15, 3:15, 3:15          |

#### Grupa I
Tabela
| Lp. | Drużyna           | Pkt | Mecze | Mecze | Mecze | Sety | Sety | Sety  | Małe punkty | Małe punkty | Małe punkty |
| Lp. | Drużyna           | Pkt | M     | W     | P     | wyg. | prz. | ratio | zdob.       | str.        | ratio       |
| --- | ----------------- | --- | ----- | ----- | ----- | ---- | ---- | ----- | ----------- | ----------- | ----------- |
| 1   | CS Știința Bacău  | 6   | 3     | 3     | 0     | 9    | 1    | 9.000 | 149         | 81          | 1.840       |
| 2   | OK Poštar Belgrad | 5   | 3     | 2     | 1     | 6    | 4    | 1.500 | 120         | 92          | 1.304       |
| 3   | Harstad VBK       | 4   | 3     | 1     | 2     | 5    | 7    | 0.714 | 132         | 153         | 0.863       |
| 4   | UVC Graz          | 3   | 3     | 0     | 3     | 1    | 9    | 0.111 | 72          | 147         | 0.490       |

Wyniki
| Data       | Drużyna 1         | Wynik | Drużyna 2         | Sety                     |
| ---------- | ----------------- | ----- | ----------------- | ------------------------ |
| 08.12.1995 | Harstad VBK       | 1:3   | CS Știința Bacău  | 13:15, 16:14, 6:15, 7:15 |
| 08.12.1995 | UVC Graz          | 0:3   | OK Poštar Belgrad | 2:15, 10:15, 2:15        |
|            |                   |       |                   |                          |
| 09.12.1995 | Harstad VBK       | 3:1   | UVC Graz          | 15:10, 15:5, 12:15, 15:9 |
| 09.12.1995 | CS Știința Bacău  | 3:0   | OK Poštar Belgrad | 15:8, 15:8, 15:4         |
|            |                   |       |                   |                          |
| 10.12.1995 | CS Știința Bacău  | 3:0   | UVC Graz          | 15:7, 15:4, 15:8         |
| 10.12.1995 | OK Poštar Belgrad | 3:1   | Harstad VBK       | 15:4, 10:15, 15:9, 15:5  |

#### Grupa J
Tabela
| Lp. | Drużyna          | Pkt | Mecze | Mecze | Mecze | Sety | Sety | Sety  | Małe punkty | Małe punkty | Małe punkty |
| Lp. | Drużyna          | Pkt | M     | W     | P     | wyg. | prz. | ratio | zdob.       | str.        | ratio       |
| --- | ---------------- | --- | ----- | ----- | ----- | ---- | ---- | ----- | ----------- | ----------- | ----------- |
| 1   | Dżinestra Odessa | 4   | 2     | 2     | 0     | 6    | 0    | MAX   | 90          | 22          | 4.091       |
| 2   | Klepp VBK        | 3   | 2     | 1     | 1     | 3    | 3    | 1.000 | 60          | 69          | 0.870       |
| 3   | VC Bonnevoie     | 2   | 2     | 0     | 2     | 0    | 6    | 0.000 | 31          | 90          | 0.344       |

Wyniki
| Data       | Drużyna 1        | Wynik | Drużyna 2    | Sety              |
| ---------- | ---------------- | ----- | ------------ | ----------------- |
| 08.12.1995 | Dżinestra Odessa | 3:0   | Klepp VBK    | 15:3, 15:6, 15:6  |
| 09.12.1995 | VC Bonnevoie     | 0:3   | Klepp VBK    | 3:15, 12:15, 9:15 |
| 10.12.1995 | Dżinestra Odessa | 3:0   | VC Bonnevoie | 15:3, 15:2, 15:2  |

#### Grupa K
Tabela
| Lp. | Drużyna            | Pkt | Mecze | Mecze | Mecze | Sety | Sety | Sety  | Małe punkty | Małe punkty | Małe punkty |
| Lp. | Drużyna            | Pkt | M     | W     | P     | wyg. | prz. | ratio | zdob.       | str.        | ratio       |
| --- | ------------------ | --- | ----- | ----- | ----- | ---- | ---- | ----- | ----------- | ----------- | ----------- |
| 1   | Geneve Elite       | 6   | 3     | 3     | 0     | 9    | 1    | 9.000 | 148         | 69          | 2.145       |
| 2   | OK Pula            | 5   | 3     | 2     | 1     | 6    | 4    | 1.500 | 124         | 93          | 1.333       |
| 3   | Kovrovschik Brześć | 4   | 3     | 1     | 2     | 5    | 6    | 0.833 | 120         | 120         | 1.000       |
| 4   | OK Breza           | 3   | 3     | 0     | 3     | 0    | 9    | 0.000 | 25          | 135         | 0.185       |

Wyniki
| Data       | Drużyna 1          | Wynik | Drużyna 2          | Sety                     |
| ---------- | ------------------ | ----- | ------------------ | ------------------------ |
| 08.12.1995 | OK Pula            | 3:1   | Kovrovschik Brześć | 15:5, 15:7, 10:15, 15:11 |
| 08.12.1995 | Geneve Elite       | 3:0   | OK Breza           | 15:0, 15:5, 15:3         |
|            |                    |       |                    |                          |
| 09.12.1995 | Kovrovschik Brześć | 1:3   | Geneve Elite       | 10:15, 15:13, 5:15, 7:15 |
| 09.12.1995 | OK Breza           | 0:3   | OK Pula            | 5:15, 5:15, 0:15         |
|            |                    |       |                    |                          |
| 10.12.1995 | OK Breza           | 0:3   | Kovrovschik Brześć | 5:15, 2:15, 0:15         |
| 10.12.1995 | Geneve Elite       | 3:0   | OK Pula            | 15:9, 15:5, 15:10        |

#### Grupa L
Tabela
| Lp. | Drużyna                 | Pkt | Mecze | Mecze | Mecze | Sety | Sety | Sety  | Małe punkty | Małe punkty | Małe punkty |
| Lp. | Drużyna                 | Pkt | M     | W     | P     | wyg. | prz. | ratio | zdob.       | str.        | ratio       |
| --- | ----------------------- | --- | ----- | ----- | ----- | ---- | ---- | ----- | ----------- | ----------- | ----------- |
| 1   | Filathlitikos Saloniki  | 6   | 3     | 3     | 0     | 9    | 3    | 3.000 | 162         | 111         | 1.459       |
| 2   | Nova KBM Branik Maribor | 5   | 3     | 2     | 1     | 8    | 3    | 2.667 | 142         | 90          | 1.578       |
| 3   | Nim-Se Budapeszt        | 4   | 3     | 1     | 2     | 4    | 6    | 0.667 | 101         | 120         | 0.842       |
| 4   | KS Elbasani             | 3   | 3     | 0     | 3     | 0    | 9    | 0.000 | 51          | 135         | 0.378       |

Wyniki
| Data       | Drużyna 1               | Wynik | Drużyna 2               | Sety                         |
| ---------- | ----------------------- | ----- | ----------------------- | ---------------------------- |
| 08.12.1995 | Nim-Se Budapeszt        | 0:3   | Nova KBM Branik Maribor | 0:15, 7:15, 5:15             |
| 08.12.1995 | Filathlitikos Saloniki  | 3:0   | KS Elbasani             | 15:3, 15:7, 15:5             |
|            |                         |       |                         |                              |
| 09.12.1995 | KS Elbasani             | 0:3   | Nim-Se Budapeszt        | 7:15, 7:15, 4:15             |
| 09.12.1995 | Nova KBM Branik Maribor | 2:3   | Filathlitikos Saloniki  | 9:15, 15:9, 4:15, 15:6, 9:15 |
|            |                         |       |                         |                              |
| 10.12.1995 | KS Elbasani             | 0:3   | Nova KBM Branik Maribor | 7:15, 2:15, 9:15             |
| 10.12.1995 | Filathlitikos Saloniki  | 3:1   | Nim-Se Budapeszt        | 15:12, 15:5, 12:15, 15:12    |

### 1/8 finału
| Data       | Drużyna 1        | Wynik | Drużyna 2              | Sety                             |
| ---------- | ---------------- | ----- | ---------------------- | -------------------------------- |
| 15.01.1996 | Dżinestra Odessa | 0:3   | Emlakbanka Ankara      | 6:15, 6:15, 11:15                |
| 17.01.1996 | Dżinestra Odessa | 0:3   | Emlakbanka Ankara      | 7:15, 5:15, 8:15                 |
| 10.01.1996 | RC Villebon 91   | 3:0   | Filathlitikos Saloniki | 15:6, 15:10, 15:2                |
| 17.01.1996 | RC Villebon 91   | 2:3   | Filathlitikos Saloniki | 15:3, 10:15, 11:15, 15:10 10:15  |
| 14.01.1996 | USC Münster      | 3:1   | Foppapedretti Bergamo  | 15:8, 13:15, 15:1, 15:3          |
| 17.01.1996 | USC Münster      | 3:0   | Foppapedretti Bergamo  | 15:13, 15:12, 15:6               |
| 10.01.1996 | Beşiktaş JK      | 3:0   | Ionikos Ateny          | 15:3, 15:10, 15:4                |
| 17.01.1996 | Beşiktaş JK      | 1:3   | Ionikos Ateny          | 15:17, 15:7, 9:15, 11:15         |
| 14.01.1996 | Rossy Moskwa     | 3:1   | 1. VC Schwerte         | 12:15, 15:1, 15:6, 15:7          |
| 17.01.1996 | Rossy Moskwa     | 2:3   | 1. VC Schwerte         | 15:10, 15:13, 10:15, 9:15, 14:16 |
| 11.01.1996 | CV Albacete      | 3:1   | Orbita Zaporoże        | 15:12, 15:10, 11:15, 15:10       |
| 12.01.1996 | CV Albacete      | 1:3   | Orbita Zaporoże        | 13:15, 8:15, 15:11, 13:15        |
| 10.01.1996 | Geneve Elite     | 2:3   | Vasas Budapeszt        | 4:15, 4:15, 15:13, 15:5, 11:15   |
| 17.01.1996 | Geneve Elite     | 0:3   | Vasas Budapeszt        | 5:15, 13:15, 2:15                |
| 15.01.1996 | Știința Bacău    | 0:3   | Teodora Ravenna        | 9:15, 3:15, 3:15                 |
| 17.01.1996 | Știința Bacău    | 2:3   | Teodora Ravenna        | 6:15, 15:12, 6:15, 15:8, 5:15    |

### 1/4 finału
| Data       | Drużyna 1       | Wynik | Drużyna 2         | Sety                            |
| ---------- | --------------- | ----- | ----------------- | ------------------------------- |
| 07.02.1996 | RC Villebon 91  | 3:2   | Emlakbanka Ankara | 3:15, 17:15, 7:15, 15:11, 15:10 |
| 14.02.1996 | RC Villebon 91  | 1:3   | Emlakbanka Ankara | 6:15, 9:15, 15:3, 8:15          |
| 07.02.1996 | USC Münster     | 3:0   | Beşiktaş JK       | 15:8, 15:7, 15:6                |
| 14.02.1996 | USC Münster     | 3:1   | Beşiktaş JK       | 16:14, 4:15, 15:11, 16:14       |
| 08.02.1996 | Rossy Moskwa    | 3:0   | CV Albacete       | 15:5, 15:4, 15:7                |
| 14.02.1996 | Rossy Moskwa    | 3:0   | CV Albacete       | 15:10, 15:7, 15:3               |
| 07.02.1996 | Vasas Budapeszt | 3:1   | Teodora Ravenna   | 15:9, 15:9, 9:15, 15:7          |
| 14.02.1996 | Vasas Budapeszt | 1:3   | Teodora Ravenna   | 11:15, 2:15, 15:9, 14:16        |

### Turniej finałowy
Ankara

#### Półfinał
| Data       | Drużyna 1         | Wynik | Drużyna 2       | Sety                     |
| ---------- | ----------------- | ----- | --------------- | ------------------------ |
| 02.03.1996 | Emlakbanka Ankara | 3:1   | Rossy Moskwa    | 12:15, 15:13, 15:7, 15:8 |
| 02.03.1996 | USC Münster       | 3:1   | Vasas Budapeszt | 12:15, 15:7, 15:5, 15:5  |

#### Mecz o 3. miejsce
| Data       | Drużyna 1    | Wynik | Drużyna 2       | Sety             |
| ---------- | ------------ | ----- | --------------- | ---------------- |
| 03.03.1996 | Rossy Moskwa | 3:0   | Vasas Budapeszt | 15:4, 15:2, 15:9 |

#### Finał
| Data       | Drużyna 1         | Wynik | Drużyna 2   | Sety                     |
| ---------- | ----------------- | ----- | ----------- | ------------------------ |
| 03.03.1996 | Emlakbanka Ankara | 1:3   | USC Münster | 16:14, 9:15, 6:15, 12:15 |

## Klasyfikacja końcowa
| Miejsce | Drużyna           |
| ------- | ----------------- |
| złoto   | USC Münster       |
| srebro  | Emlakbanka Ankara |
| brąz    | Rossy Moskwa      |
| 4.      | Vasas SC          |